# Lysiteles maior
Lysiteles maior là một loài nhện trong họ Thomisidae.
Loài này thuộc chi Lysiteles. Lysiteles maior được Hirotsugu Ono miêu tả năm 1979.